# Bảo tàng Tử đạo ở Słońsko
Bảo tàng Tử đạo ở Słońsko (tiếng Ba Lan: Muzeum Martyrologii w Słońsku) là một bảo tàng tọa lạc tại số 54 phố 3 tháng 2, làng Słońsk, xã Słońsk, huyện Sulęciński, tỉnh Lubuskie, Ba Lan. Bảo tàng này là một đơn vị tổ chức cấp xã. Bảo tàng bố trí triển lãm bên trong khuôn viên của nhà tù và trại tập trung Sonnenburg trước đây.

## Lịch sử
Tòa nhà đầu tiên của nhà tù được xây dựng trong hai năm 1832 và 1833. Nhà tù được mở rộng theo thời gian và có sức chứa lên tới 900 tù nhân. Vào năm 1931, vì tình trạng vệ sinh của nhà tù xuống cấp nên chính quyền quyết định đóng cửa nhà tù này. Hai năm sau, Đảng Công nhân Đức Quốc gia Xã hội chủ nghĩa (NSDAP) địa phương đã mở một trong những trại tập trung đầu tiên ở đây.
Trại tập trung ở Sonnenburg tồn tại từ tháng 4 năm 1933 và hoạt động trong khoảng một năm. Vào năm 1934, nơi này quay lại chức năng nhà tù. Lính Schutzstaffel (SS) đã thảm sát 891 tù nhân ở Sonnenburg vào đêm 30 rạng sáng ngày 31 tháng 1 năm 1945, chỉ duy nhất bốn tù nhân sống sót trong cuộc thảm sát này. Sau Chiến tranh thế giới thứ hai, các tòa nhà của nhà tù bị phá bỏ, chỉ nơi xử bắn gọi là Bức tường Tử thần được giữ lại.
Bảo tàng Tử đạo ở Słońsko được xây dựng nhằm tưởng niệm các tù nhân Sonnenburg. Bảo tàng chính thức mở cửa cho công chúng vào ngày 28 tháng 9 năm 1974.

## Giờ mở cửa
Bảo tàng hoạt động quanh năm, mở cửa từ thứ Tư đến Chủ nhật. Khách tham quan được vào cửa miễn phí.